# Dysoxylum phaeotrichum
Dysoxylum phaeotrichum är en tvåhjärtbladig växtart som beskrevs av Hermann August Theodor Harms. Dysoxylum phaeotrichum ingår i släktet Dysoxylum och familjen Meliaceae. Inga underarter finns listade i Catalogue of Life.